# Maksim Opalew
Maksim Opalew (ros. Максим Александрович Опалев;  ur. 4 kwietnia 1979 w Wołgogradzie) – rosyjski kajakarz, mistrz olimpijski, jedenastokrotny mistrz świata.

## Kariera sportowa
Trzykrotnie startował w igrzyskach olimpijskich, przywożąc z każdych zawodów medal. Zdobywca złotego medalu w igrzyskach olimpijskich w Pekinie w 2008 roku w kanadyjkach jedynkach na dystansie 500 m. Wcześniej zdobył srebrny medal w Sydney w 2000 roku i brązowy w Atenach w 2004 również na tym dystansie.
Jest dwudziestokrotnym medalistą mistrzostw świata, zdobywając jedenaście złotych medali.